# Ивановка (Новоушицкий район)
Ивановка (укр. Іванівка) — село в Новоушицком районе Хмельницкой области Украины.
Население по переписи 2001 года составляло 281 человек. Почтовый индекс — 32600. Телефонный код — 3847. Занимает площадь 0,895 км². Код КОАТУУ — 6823381002.

## История
В 1946 г. указом ПВС УССР село Яновка переименовано в Ивановку.
Село является местом рождения советского художника Бориса Васильевича Котика (1921—1984).

## Местный совет
32616, Хмельницкая обл., Новоушицкий р-н, с. Браиловка